# Наука в Словаччині
Наука в Словаччині має розвинену базу в галузях освіти і наукових досліджень. У систему вищої освіти Словаччини входять 21 вищий навчальний заклад. Хоча в 1990-і роки число вищих навчальних закладів збільшилася на 7, а чисельність випускників вишів зросла на 65 %, частка населення з вищою освітою (11 % на кін. 1990-х рр.) залишається нижче показників розвинених країн. Словацька академія наук створена в 1953 році, включає більше 40 академічних інститутів і лабораторій. Ряд науково-дослідних установ функціонує при вишах.

## Історія
Зачатки словацької науки сформувалося в  Великій Моравії. Про це свідчить розвинена металургія заліза, ковальство, сільське господарство і архітектура слов'ян. Під час правління князя  Ростислава Кирило і Мефодій прийшли з Візантійської імперії на територію Словаччини, принесли першу слов'янську абетку та заснували першу відому вищу школу (velkomoravské učiliště). В ній навчали  граматиці, музиці і давньослов'янську літературу. Їх послідовники мали велике значення для поширення творів і культури у  східних і  південних слов'ян.
У період середньовіччя наука в Словаччині розвивалася в контексті широкомасштабної гірничої справи та видобутку корисних копалин. У наукових дослідженнях на території сучасної Словаччині працювали представники різних націй — особливо німці, угорці та чехи з другої половини XIX століття. У угорській державі словаки мали найгірші соціально-економічні та культурні умови для наукових досліджень.
Словацькі вчені можуть також включати вчених словацького походження, які працювали та / або селилися за кордоном. А також вчені, які народилися або діяли на території сучасної Словаччини (але не були етнічними словаками). Наприклад, Ян Єсенський, Вольфганг фон Кемпелен, Матей Бел, Йозеф Карол Хелл, Йозеф Пецваль, Діоніс Штур, Аурел Стодола , Мілан Растіслав Штефаник або Йозеф Мургаш.

## Сучасність
У 2016 році в Словаччині в науці і дослідженнях було зайнято 33 252 особи, згідно з Статистичним управлінням Словацької Республіки, з яких 26 720 дослідників, 4132 технічних та 2400 допоміжних працівників. Це близько 1,33 % всіх працівників країни. Витрати на НДДКР у 2016 році склали 640,8 млн євро. Це складає в цілому близько 0,79 % ВВП у 2016 році.
Згідно з ESET опитуванням 2019 року, до 75 % людей у Словаччині стверджують, що їхні погляди, особливо на здоров'я, дієту, спосіб життя, освіту та технології, базуються на наукових знаннях. Незважаючи на це, до 64 % не знають наукових досягнень словацьких вчених і 72 % ні одного імені словацького вченого.